# Juan Pablo Contreras Palomar
Juan Pablo Contreras Palomar, (Guadalajara, Jalisco, 9 agosto 1987) es un tenor, compositor de música clásica y director de orquesta, mexicano, que fusiona herencia musical mexicana y sus tradiciones, con la música clásica, impulsando la democratización del conocimiento y gusto por la música clásica, al interactuar más con las audiencias. Es fundador y director de la Orquesta Latino Mexicana de Guadalajara. Participa con Universal Music México. 

## Primeros años
Hijo de Fernando Contreras, ingeniero y Elena Palomar, licenciada en matemáticas y concertista de piano. De abuelos maternos sordomudos españoles. Aprendió a tocar varios instrumentos musicales entre ellos el guitarra eléctrica, bajo, piano y violín, a los 6 años. Cantó en diversos coros, y se incluyó en varios grupos de heavy metal en su época de estudiante. Participó en grupo orquestal componiendo música para películas de cortos metrajes. Emigró a Los Ángeles, en 2006 a Estados Unidos donde continuó su educación musical. Debutó en Palacio Nacional de Bellas Artes en 2015, con un concierto para piano de 25 minutos, con la Orquesta Sinfónica Nacional de México.

## EnEstados Unidos
Estudió por 9 años música incluyendo, licenciatura en composición musical por el Instituto de Artes de California, maestría en composición por la Escuela de Música de Manhattan, y Doctor en composición por la Universidad del sur de California de Los Ángeles. Fue alumno de Andrew Norman, Donald Crockett y Daniel Catán, Richard Danielpour y Nils Vigeland, quienes luego fungieron como su mentor y patrocinador.  Ha sido compositor residente de la Orquesta de Cámara de los Ángeles, ha impartido clases de composición, orquestación y teoría musical en la Escuela de Música Thornton en Los Ángeles. Participa en el programa Amplifying Voices de New Music USA, que promueve la equidad racial y de género en la música clásica. Es Fundador de Claremont Avenue Chamber Orchestra.

## Compositor
Inició su composición con tendencia a música cinematográfica, pero luego fue una limitante. En cada composición incluye un claro mensaje que cuenta una historia positiva, por lo que ha conectado bien con diferentes audiencias, a razón de 45 conciertos anuales, por lo que su música ha sido tocada por lo menos por 60 diferentes orquestas, de por lo menos 10 países (entre ellos, Austria, Eslovaquia, España, E.U.A, México, Argentina, Venezuela y Colombia). Produce una o dos obras anuales, ya sea por comisión que luego, renta su música y obtiene regalías.

### Obras destacadas
- “El laberinto de la soledad”[6] basado en el libro homónimo del premio nobel de Literatura,  Octavio Paz,  concebida por su autor como parte de su tesis para obtener la maestría en composición. La pieza surge como una reflexión orquestal en relación con la identidad musical mexicana. De ahí tomó ritmos del folclor y giros melódicos, el cual construye un puente de comunicación con el público mexicano.[7]
- Mechicano. Es una obra comisionada, -por encargo- que refleja la identidad del autor persona binacional mexicano-estadounidense, que ha sido incluida en los programas de orquestas estadounidenses, incluidas la Sinfónica de Richmond y la Filarmónica de Fresno.
- Lucha libre.[8] Fue creada por encargo de la Orquesta de Cámara de los Ángeles. En la interpretación musical, músicos portan máscaras de luchadores mexicanos, y se convierten en coreografía, como trabajo en equipo y el estereotipo del músico como superhéroe.[9]
- “My Great Dream”, -“Migrate dream”- es como se traduce fonéticamente, es una obra que conjuga varios estilos musicales, comisionada por 5 orquestas: la Pasadena Symphony, Orquesta Juvenil de Fresno Ca., Festival Bach de Victoria Tx, la Orquesta Latino Mexicana Mx y Orquesta Sinfónica de Minería MX. Es una pieza compuesta por cuatro movimientos donde se plantea un viaje bicultural sonoro sobre la identidad binacional que a la vez fusiona 3 sonidos: jazz, heavy metal y bolero.
- Pirámide del Sol: I. Juego de Pelota. Un concierto para piano, escrito por petición del pianista Abdiel Vázquez.
- 2022. Minerva I. Himno a la Mujer.[10]  es un homenaje a la mujer, especialmente la mexicana. Su inspiración a Minerva sosteniendo un violín en lugar de un escudo, y el arco del violín en vez de su lanza, posicionada enfrente del escenario como solista, junto a la orquesta, inundando el teatro con filarmónicos sonidos. Es un concierto para violín y orquesta, en tres movimientos, (Canción de amor,[11] en canción tipo ranchera, movimiento lento, 2) el segundo movimiento es la Polka Taconeada,[12]  que es un zapateado, e invitación a marchar juntos en esta misión y visión, y el tercero es Himno a la Mujer), para 17 minutos que, junto con Angélica Olivo y 8 meses de trabajo, ambos obtuvieron. Cada movimiento se desarrolla y llega como a su límite.[13]
- Corazón azul[14] Es un viaje musical por el pacífico mexicano, de ahí el nombre, y que inicia con el Gong de agua,[15] y la pieza es un viaje musical por el Océano Pacífico, sus dificultades de la tormenta con el agua y luego la calma, llegando a diferentes puertos donde son recibidos y celebrados por diferentes tonalidades y ritmos, terminando como una fiesta, y una serie de planos y relieves puestos en la instrumentación, tratando de retratar un escenario acuático, trayendo a la memoria sonoridades de música francesa y americana. Todo esto también a su vez, también representa el viaje y aventura por la vida, la búsqueda y persecución de una pasión o proyecto, el cual empieza pequeño, vas llegando a puertos en el tiempo y conquistando retos y miedos, el barco va creciendo, pero lo importante es seguir navegando, seguir en avanzando en la pasión y el mar.[16]
- Mariachitlán,[17] la escribió en USC, cuando aún era estudiante. Es una mezcla de melodías fragmentadas y unidas, que inicia con una especie de versión guadalajareña de Ives de bandas de música en conflicto, pero al final se mantiene convencional, incluso con un toque hollywoodense. Arreglo para dos pianos se ha incluido en ella en una serie de videos y una versión para orquesta de cámara, de su pieza más conocida, en el Walt Disney Concert Hall en 2021 bajo la dirección del español Jaime Martín y la “Orquesta de Cámara de Los Ángeles”. Es la composición mexicana más tocada actualmente en el mundo. [17]
- El silencio en Juárez. Es un ejemplo de síntesis entre música clásica contemporánea, música popular y música folclórica mexicana inspirado en el drama de la violencia en Ciudad Juárez, que emula en un himno católico al sufrimiento de la madre de Cristo durante su crucifixión. Incluye también una versión sarcástica de un corrido norteño mexicano, representando musicalmente gritos de auxilio con disparos en escenas violentas. Un tercer ingrediente, es litúrgico que, sumando como campanas de un piano, suceden a una plegaria eucarística, con un violonchelo que más el clarinete, el violín y el violoncelo elogian a las víctimas de la tragedia en una misa, concluyendo con “la injusticia” que viven en su país de origen.[18]

## Discografía
- Mariachitlán. Orquesta filarmónica de Jalisco. Viaje musical de la historia de México.[19]
- Música clásica para Headbanguear
- El silencio en Juárez. Orquesta de cámara de Claremont.
- Corazón Azul. Orquesta Latina Mexicana.

## Reconocimientos
Ha obtenido 13 premios y los más notables son:
- 2013. El William Schuman Prize dentro de los BMI Composer Awards de los Estados Unidos de Norteamérica por el “Laberinto de la Soledad”.
- 2017. Premio Morton Gould para jóvenes compositores de la ASCAP (Sociedad Americana de Compositores, Autores y Editores, en Nueva York), por Pirámide del Sol.
- 2017. Presser Music Award.[20]
- 2023 Vilcek Prize para la promesa Creativa en Música.
- 3 nominaciones al Latin Grammy:
  - o  2024: La Minerva – III. Himno a la Mujer
  - o  2023: Lucha Libre!
  - o  2019: Mariachitlán. Mejor arreglo

## Vida privada.
Casado con Marisa Ochoa, que es a su vez es manejadora y directora creativa. Han procreado a un pequeño.